# Саммерс, Чемп
Джон Джуниор «Чемп» Саммерс (англ. John Junior «Champ» Summers; 15 июня 1946, Бремертон, Вашингтон — 11 октября 2012, Окала, Флорида) — американский бейсболист и тренер, играл на позиции аутфилдера. Выступал в Главной лиге бейсбола с 1974 по 1984 год.

## Биография

### Ранние годы
Джон Саммерс родился 15 июня 1946 года в Бремертоне в штате Вашингтон. Прозвище «Чемп» он получил в детстве от отца, занимавшегося боксом. Джон Саммерс-старший на момент рождения сына работал фотографом, мать Бетт Мейс была домохозяйкой. Позднее семья переехала в Иллинойс, где в 1965 году Саммерс окончил старшую школу города Мадисон. Во время учёбы он играл в баскетбол и американский футбол, занимался теннисом, плаванием и лёгкой атлетикой.
После окончания школы он поступил в колледж штата Луизиана имени Фрэнсиса Николлса, где продолжил играть в баскетбол. Учёбу Саммерс бросил через полтора года, из команды его выгнали после драки с партнёром. После этого он был призван в армию, почти год провёл во Вьетнаме и получил ранение, когда его грузовик подорвался на мине.
В 1970 году Саммерс поступил в Университет Южного Иллинойса в Эдуардсвилле. Два года он играл в баскетбол, его средняя результативность составляла 18,8 очков за матч. Его приглашали на просмотр в команду АБА «Мемфис Тамс». Интерес к Саммерсу проявлял и клуб НФЛ «Даллас Каубойс», но в колледже он в футбол не играл и на предложение ответил отказом. В 1971 году он женился на своей однокурснице Барбаре.
В бейсбольную команду он попал в последний год учёбы, хотя не играл в него с 13 лет. В сезоне 1971 года Саммерс вошёл в десятку лидеров NCAA с семью выбитыми хоум-ранами. Тогда же он был признан Атлетом года в университете. После выпуска его не выбрали на драфте Главной лиги бейсбола, но скаут клуба «Окленд Атлетикс» Джордж Брэдли уговорил владельца команды подписать контракт с возрастным для новичка Саммерсом, практически не имевшим игрового опыта.

### Бейсбольная карьера
Первой командой в карьере Саммерса стали «Кус-Бэй—Норт-Бенд Эйс» из Северо-Западной лиги. В сезоне 1971 года он сыграл 65 матчей с показателем отбивания 25,2 %. Ему не нравились длинные поездки на автобусах и жизнь в дешевых отелях на выездах, и после окончания чемпионата Саммерс думал над тем, чтобы бросить бейсбол. От этого решения его отговорила супруга. Следующий сезон он провёл в составе «Берлингтон Биз» и сыграл 97 матчей в Лиге Среднего Запада. В 1973 году Саммерс играл на уровне AAA-лиги за «Тусон Торос». Весной 1974 года его вызвали в основной состав «Окленда».
В Главной лиге бейсбола Саммерс дебютировал в мае 1974 года. За «Атлетикс» в том сезоне он сыграл только двадцать матчей, отбивая с показателем 12,5 %. Осенью «Окленд» выиграл Мировую серию. Он в заявку команды на финал не вошёл, но получил призовые в размере ста долларов. В том же году Саммерс по совету Реджи Джексона начал использовать своё прозвище, подписывая мячи для болельщиков.
В апреле 1975 года его обменяли в «Чикаго Кабс». В команде он был запасным аутфилдером, выходил на поле в роли пинч-хиттера. В 76 матчах чемпионата Саммерс отбивал с показателем 23,1 %, набрав 16 RBI. Зиму он провёл, играя в бейсбол в Мексике. В сезоне 1976 года его роль в «Кабс» не изменилась. Саммерс сыграл в 83 матчах, отбивая с эффективностью 20,6 %. В феврале 1977 года его обменяли в «Цинциннати Редс».
Команда в два предыдущих сезона выигрывала Мировую серию и пробиться в основной состав было очень сложно. Тренерский штаб «Редс» использовал Саммерса как левостороннего пинч-хиттера. В 1977 году он сыграл в 59 матчах, отбивая с показателем 17,1 %. Сам он позднее вспоминал, что постоянно переживал по поводу возможного перевода в фарм-клуб и это сказывалось на результативности. Перед началом сезона 1978 года его перевели в состав клуба AAA-лиги «Индианаполис Индианс». Этот чемпионат стал лучшим в карьере Саммерса, отбивавшего с эффективностью 36,8 % с 34 хоум-ранами и 124 RBI. Его признали самым ценным игроком Американской ассоциации, а журнал Sporting News присудил ему приз Игроку года в младших лигах. В сентябре он вернулся в основной состав «Цинциннати», сыграв в тринадцати матчах чемпионата, а после окончания сезона Саммерс вместе с клубом участвовал в турне по Японии.
Чемпионат 1979 года он начал четвёртым аутфилдером «Редс». В 27 сыгранных матчах показатель отбивания Саммерса составил всего 20,0 %, после чего его продали в «Детройт Тайгерс». Главный тренер команды Лес Мосс рассчитывал на новичка, но менее чем через две недели был уволен. Его сменил Спарки Андерсон, ранее работавший с Саммерсом в «Редс». В регулярном чемпионате он сыграл 90 матчей с лучшим в карьере показателем отбивания 31,3 %. На руку ему играла короткая правая часть поля на домашнем стадионе команды, куда чаще всего летели мячи после его ударов. На трибуне за правым аутфилдом собиралась группа болельщиков, получившая название «Лагерь Чемпа».
В 1980 году Саммерс сыграл несколько матчей в аутфилде и на первой базе, но чаще его выпускали в роли пинч-хиттера против питчеров-правшей. Он принял участие в 127 играх чемпионата, отбивал с эффективностью 29,7 %, выбив 17 хоум-ранов и набрав 60 RBI. Сезон 1981 был разделён на две части из-за забастовки игроков. В нём игровое время Саммерса заметно сократилось. Он сыграл только в 64 матчах, а показатель отбивания снизился до 25,5 %.
В марте 1982 года его обменяли в «Сан-Франциско Джайентс». В регулярном чемпионате Саммерс сыграл 70 матчей, отбивая с показателем 24,8 %. В этом году начался сложный период в его жизни. Он развёлся с женой, а весной 1983 года ему диагностировали артрит левого плеча. Он пропустил почти весь сезон, сыграв всего 29 матчей. В декабре его обменяли в «Сан-Диего Падрес». Сезон 1984 года стал для Саммерса последним в лиге. Тренеры задействовали его только в роли пинч-хиттера, он сыграл 47 матчей, отбивая с показателем 18,5 %. В августе в матче против «Атланты» он участвовал в одной из самых жестоких драк в истории лиги, после которой девятнадцать игроков и тренеров команд были удалены с поля, а несколько болельщиков арестовали. «Падрес» в 1984 году вышли в Мировую серию, где проиграли «Детройту». Саммерс появился на поле в четвёртом матче и был встречен болельщиками «Тайгерс» овацией.

### После завершения карьеры
После окончания сезона 1984 года Саммерс завершил карьеру игрока. Некоторое время он работал продавцом в дилерском центре компании Mercedes-Benz в Южной Калифорнии. В декабре 1985 года он женился второй раз. Работа его не устраивала и он с радостью принял предложение занять место тренера отбивающих в команде «Коламбус Клипперс». В сентябре 1989 года Саммерс следом за главным тренером Баки Дентом перешёл в «Нью-Йорк Янкис». Вместе с рядом других членов тренерского штаба он был уволен в июне 1990 года.
Последней его работой в бейсболе стала должность главного тренера «Гейтуэй Гриззлиз» из независимой Лиги Фронтира. Сезон 2001 года по руководством Саммерса команда завершила с 37 победами и 44 поражениями. После этого он с супругой переехал в Окалу во Флориду. В мае 2010 года ему диагностировали рак почек. После двух с половиной лет борьбы с болезнью Чемп Саммерс скончался 11 октября 2012 года.